# Nicolas de Liemaeckere

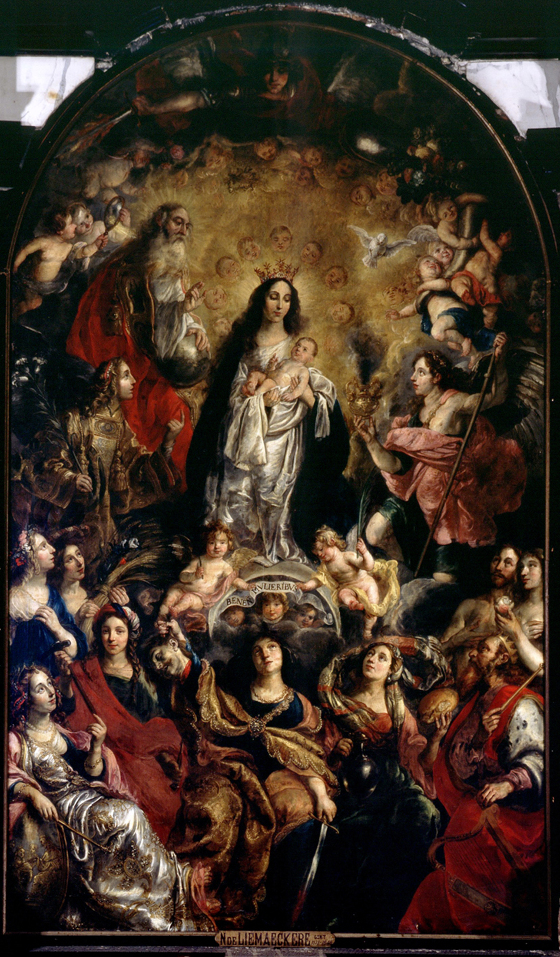
Hemelse Hofhouding
Sint-Baafskathedraal Gent

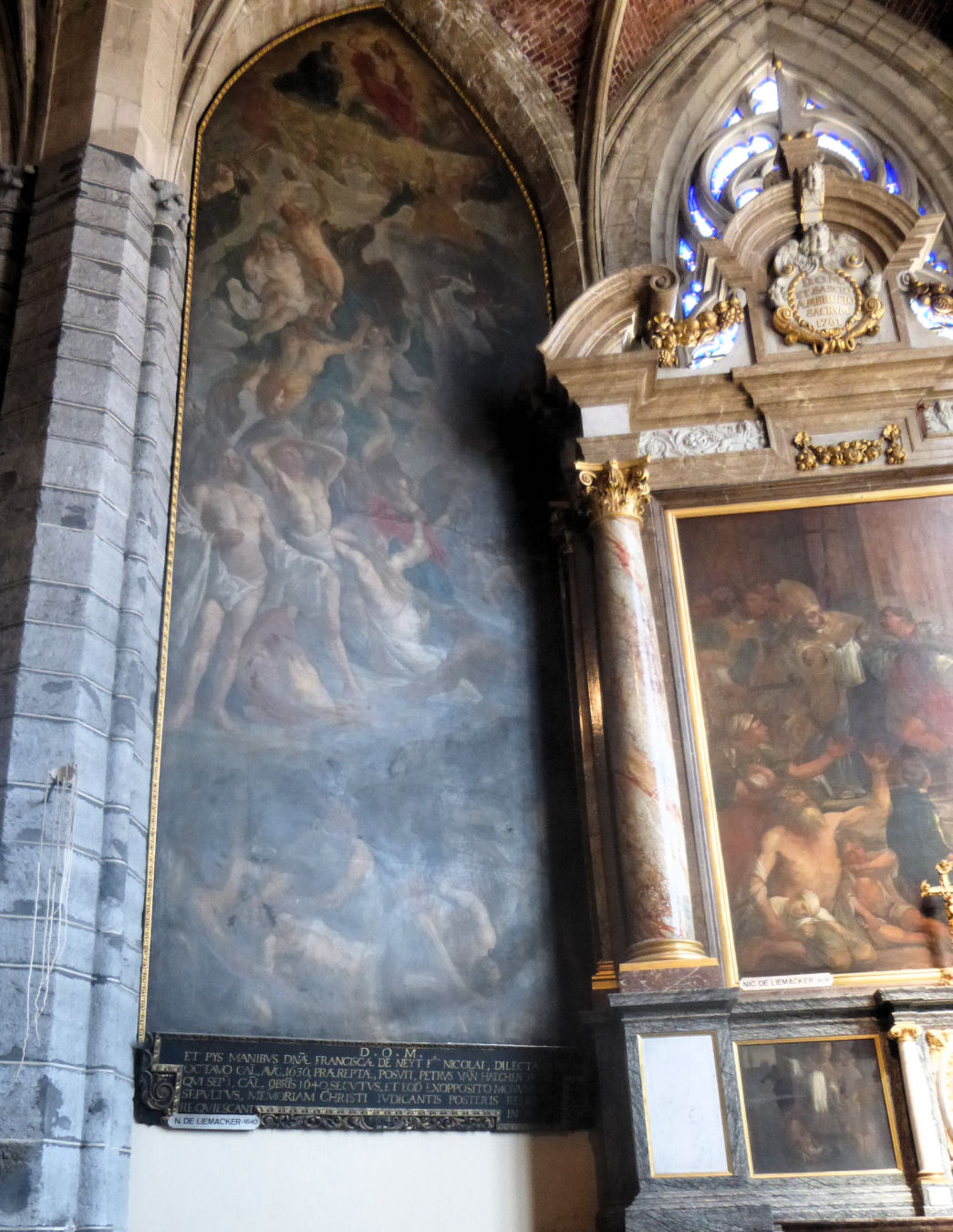
schilderij, Sint-Jacobskerk, Gent.

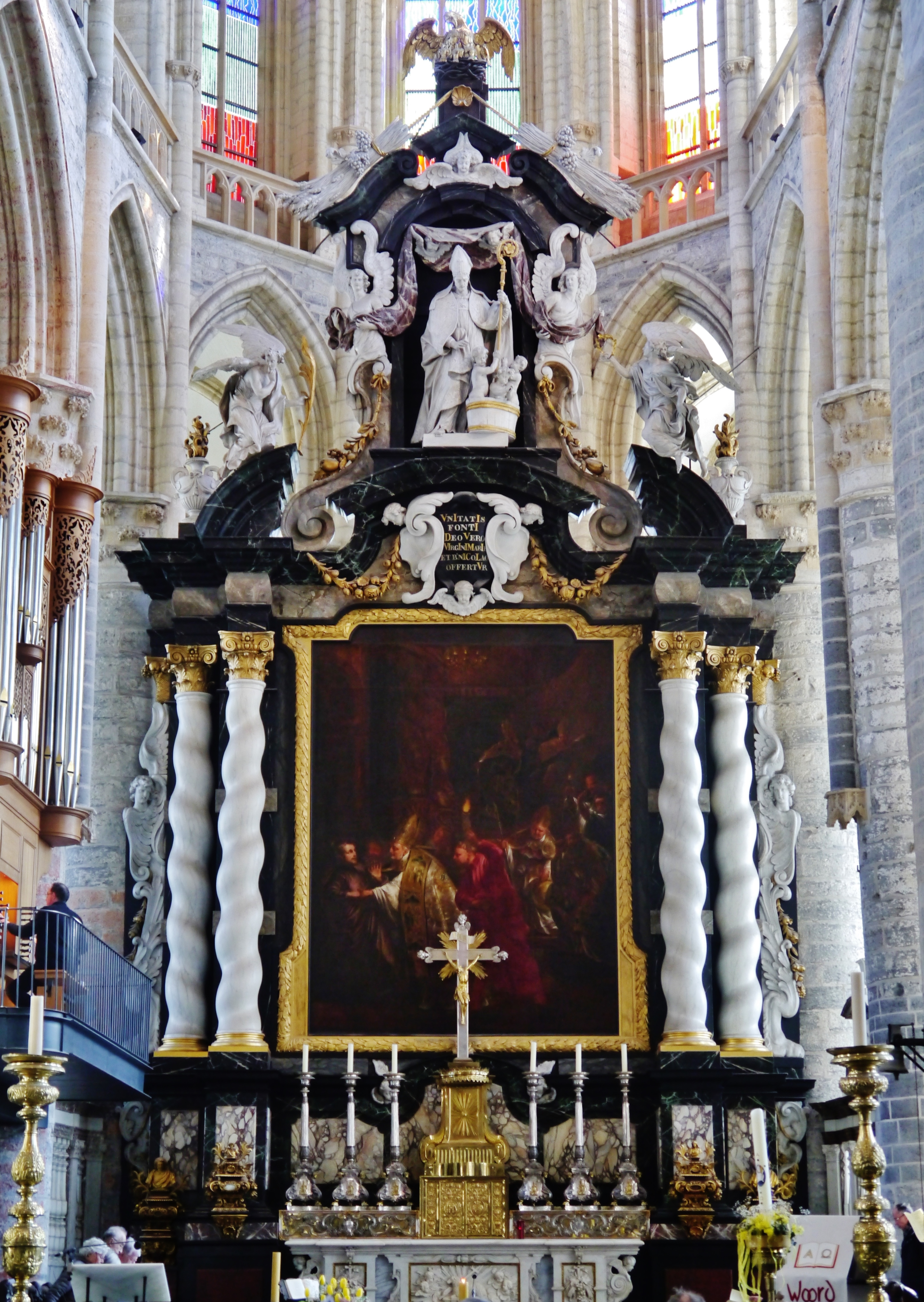
Sint-Nicolaas van Myra
Sint-Niklaaskerk Gent

Nicolas de Liemaeckere (Gent, 1575 - aldaar, 28 oktober 1646), ook gespeld als Liemaecker en soms Nicolaas,  vaak Roose genoemd, was een Vlaams kunstschilder. Zijn werk heeft een overwegend religieus karakter. Een veelvuldig terugkerend thema is de Maagd Maria, die hij doorgaans afbeeldde als een stralende verschijning. Zijn werk kwam terecht in veel kerken en kloosters in en rond de stad Gent.
De Liemaeckere was een zoon van Jacques de Liemaeckere, die eveneens kunstschilder was. Hij was evenals zijn tijdgenoot Peter Paul Rubens een leerling van Otto van Veen en werkte samen met onder meer Caspar de Craeyer. Volgens sommige bronnen zou Rubens zijn medeleerling in latere jaren hebben geprezen, en een opdrachtgever uit Gent naar de Liemaeckere hebben verwezen met de uitleg dat, met zo'n goede schilder in Gent, men niet buiten de stad op zoek moest naar andere schilders (mynheeren, als men eene zoo schoone roos bezit, kan men vremde bloemen wel missen). De Liemaeckere zou ook gewerkt hebben voor de bisschop van  Paderborn . Rond 1635 maakte hij mee schilderijen voor de Arcus Fernandi, de zegeboog bij de Blijde intrede in Gent van Kardinaal-Infant Ferdinand.
Tot 2014 was het plein voor het SMAK in Gent het Nicolas De Liemaeckereplein; toen werd het omgedoopt tot Jan Hoetplein .

## Werk
- Achilles overwint Telephos - STAM, Gent [3]
- Hannibal trekt over de Alpen  - STAM, Gent [4]
- Alexander en Diogenes - STAM, Gent [5]
- De verheerlijking van Maria - Sint-Walburgakerk, Oudenaarde
- Hemelse hofhouding -  Sint-Baafskathedraal, Gent
- De Heilige Familie met Johannes de Doper - Museum voor Schone Kunsten, Gent
- Sint-Nicolaas van Mira - Sint-Niklaaskerk, Gent [6]
- Onze-Lieve-Vrouw Presentatie - Onze-Lieve-Vrouw ter Hoyekerk, Gent
- De Tenhemelopneming van Maria - Sint-Antoniuskerk, Borsbeke (Herzele)
- Sint-Joris bevecht de draak - Sint-Joriskerk, Sleidinge (Evergem)
- De Tenhemelopneming van Maria -  Sint-Joriskerk, Sleidinge (Evergem)
- De Besnijdenis van Christus - Sint-Andreaskerk, Strijpen (Zottegem) [7]
- Instelling van de Rozenkrans - Sint-Michielskerk, Sint-Lievens-Houtem (1643)